# Badiangan
Badiangan è una municipalità di quinta classe delle Filippine, situata nella Provincia di Iloilo, nella Regione del Visayas Occidentale.
Badiangan è formata da 31 baranggay:
- Agusipan
- Astorga
- Bingauan
- Bita-oyan
- Botong
- Budiawe
- Cabanga-an
- Cabayogan
- Calansanan
- Catubig
- Guinawahan
- Ilongbukid
- Indorohan
- Iniligan
- Latawan
- Linayuan

- Mainguit
- Malublub
- Manaolan
- Mapili Grande
- Mapili Sanjo
- Odiongan
- Poblacion (Badiangan)
- San Julian
- Sariri
- Sianon
- Sinuagan
- Talaba
- Tamocol
- Teneclan
- Tina